# San Patricio (álbum)
San Patricio es el título del álbum del grupo musical irlandés The Chieftains en colaboración con Ry Cooder, publicado en el año 2010, siendo el primer álbum de estudio en seis años del grupo. El material cuenta la historia del Batallón de San Patricio, un grupo de desertores del ejército de Estados Unidos durante la Guerra con México en 1846 integrado por católicos irlandeses principalmente que se unieron al ejército mexicano en esta guerra por lo que es una fusión de la música folklórica mexicana e irlandesa. Participaron diversos artistas como Moya Brennan, Linda Ronstadt, Liam Neeson (voz), Los Cenzontles, Los Tigres del Norte, Lila Downs, Van Dyke Parks, Carlos Núñez y Chavela Vargas entre otros.